# جبیتا
جبیتا (به عربی: جبیتا) یک روستا در سوریه است که در ناحیه وادی العیون واقع شده‌است. جبیتا ۶۸۷ نفر جمعیت دارد.